# Mim d'Española
El mim d'Española (Mimus macdonaldi) és un ocell de la família dels mímids (Mimidae). Habita camp obert de l'illa Española i petites illes properes, a les Galápagos.